# Ischnura cardinalis
Ischnura cardinalis là một loài chuồn chuồn kim trong họ Coenagrionidae.
Ischnura cardinalis được Kimmins miêu tả khoa học năm 1929.